# 傑克遜鎮區 (愛荷華州華盛頓縣)
傑克遜鎮區（英語：Jackson Township）是位於美國愛荷華州華盛頓縣的一個行政鎮區。

## 地方資料
根據2010年美國人口普查的數據，傑克遜鎮區的面積為93.72平方千米，當中陸地面積為93.72平方千米，而水域面積為0.00平方千米。當地共有人口488人，而人口密度為每平方千米5.21人。